# Dennis Schröder
Dennis Mike Schröder (Braunschweig, Baja Sajonia, 15 de septiembre de 1993) es un jugador de baloncesto alemán que pertenece a la plantilla de los Sacramento Kings de la NBA. Con 1,85 metros de altura, juega en la posición de base.

## Trayectoria deportiva

### Alemania
Jugó en las categorías inferiores del Phantoms Braunschweig de su localidad natal hasta llegar al primer equipo en 2011. En su primera temporada como profesional promedió 2,3 puntos por partido, jugando poco más de ocho minutos por encuentro. Ya en su segunda temporada adquirió más protagonismo, jugando más de 25 minutos por partido, y promediando 12,0 puntos, 3,2 asistencias y 2,3 rebotes. Esa temporada fue elegido mejor jugador joven y jugador más mejorado de la Basketball Bundesliga.

### NBA

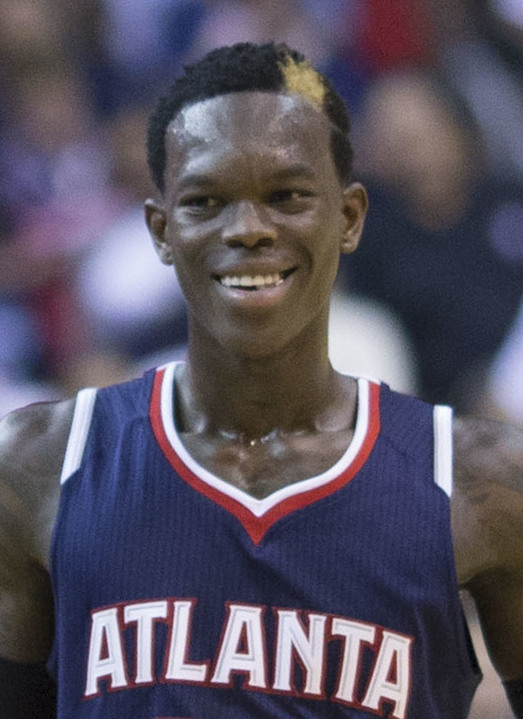
Schröder con los Hawks en 2015.

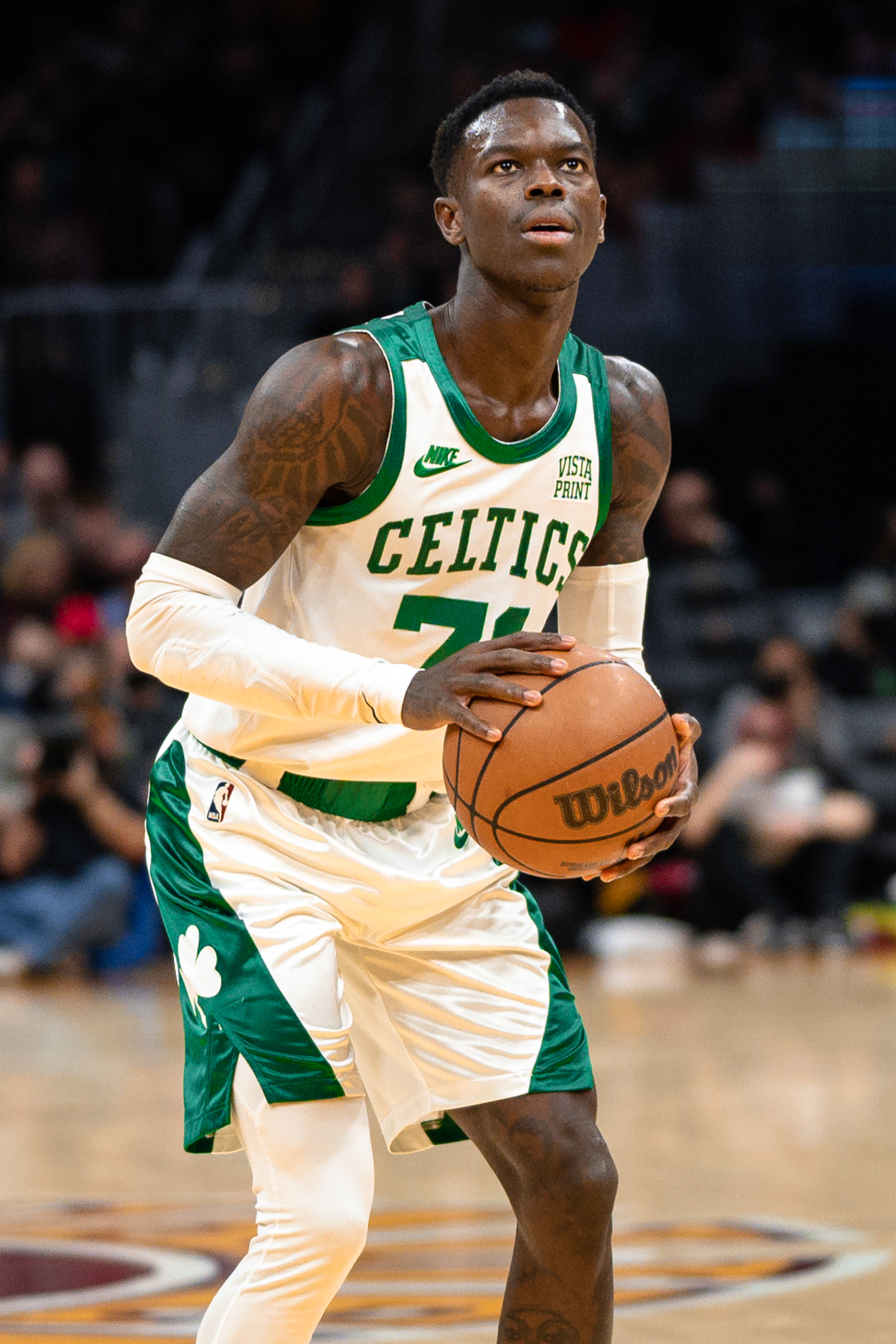
Schröder con los Celtics en 2021.

Fue elegido en la decimoséptima posición del Draft de la NBA de 2013 por Atlanta Hawks, debutando ante Dallas Mavericks en un partido en el que logró 5 puntos y 5 asistencias.
Tras cinco temporadas en Atlanta, las dos últimas como titular indiscutible, el 25 de julio de 2018, es traspasado a Oklahoma City Thunder, en un intercambio entre tres equipos.
Después de dos años en Oklahoma, el 18 de noviembre de 2020, es traspasado a Los Angeles Lakers a cambio de Danny Green.
Tras una temporada en Los Ángeles, rechaza una extensión de contrato con los Lakers por valor de $84 millones en cuatro años, debido a que quería conseguir un contrato más sustancioso, pero terminó firmando el 11 de agosto de 2021, con Boston Celtics por $5,9 millones y un año.
El 10 de febrero de 2022, es traspasado junto a Bruno Fernando y Enes Freedom a Houston Rockets, a cambio de Daniel Theis.
El 16 de septiembre de 2022, Los Angeles Lakers anunciaron la firma del contrato de Schröder, por un año y $2,9 millones.
El 30 de junio de 2023 fichó por los Toronto Raptors por dos temporadas y 25,4 millones de dólares.
El 8 de febrero de 2024 es traspasado, junto a Thaddeus Young, a Brooklyn Nets a cambio de Spencer Dinwiddie.
El 14 de diciembre de 2024 es traspasado a Golden State Warriors con una futura elección de la 2.ª ronda del draft, a cambio de por De'Anthony Melton y Reece Beekman, además de tres futuras elecciones del draft de la 2.ª ronda.
El 5 de febrero de 2025 es traspasado a los Miami Heat junto a Andrew Wiggins y Kyle Anderson a cambio de Jimmy Butler, y enviado directamente a Utah Jazz. Al día siguiente es mandado a los Detroit Pistons.
El 1 de julio de 2025 firma como agente libre con Sacramento Kings por tres temporadas y $45 millones. De esta manera se convierte en el jugador no estadounidense que ha jugado para más equipos NBA (10), superando a Marco Belinelli con 9.

### 3x3
Schröder jugó y ganó dos veces el Campeonato Alemán de Baloncesto 3x3: en 2016 con el equipo Avenue Berlin y en 2018 con el equipo Der Stamm.

### Selección nacional
Con Alemania disputó el Eurobasket 2015 en Francia, el Eurobasket 2017 en Turquía y el Mundial 2019 en China.
En septiembre de 2022 disputó con el combinado absoluto alemán el EuroBasket 2022, donde ganaron el bronce, al vencer en la final de consolación a Polonia. Fue nombrado integrante del mejor quinteto del torneo.
Durante agosto y septiembre de 2023 fue integrante de la selección de Alemania que participó en el Mundial de 2023 celebrado en Asia, y que ganó el oro, tras ganar la final ante Serbia. Donde además fue elegido MVP del torneo e integrante del mejor quinteto.
En los Juegos Olímpicos de París 2024 fue el deportista abanderado de la delegación alemana en el desfile inaugural. Entre julio y agosto de 2024 fue parte de la selección absoluta de Alemania, que disputó los Juegos Olímpicos de París, finalizando en cuarta posición, tras perder la final de consolación ante Serbia. Al término del torneo fue incluido en el mejor quinteto.

## Estadísticas de su carrera en la NBA

### Temporada regular
| Año     | Equipo        | PJ  | PT  | MPP  | %TC  | %3P  | %TL  | RPP | APP | ROB | TPP | PPP  |
| ------- | ------------- | --- | --- | ---- | ---- | ---- | ---- | --- | --- | --- | --- | ---- |
| 2013-14 | Atlanta       | 49  | 0   | 13.1 | .383 | .238 | .674 | 1.2 | 1.9 | .3  | .0  | 3.7  |
| 2014-15 | Atlanta       | 77  | 10  | 19.7 | .427 | .351 | .827 | 2.1 | 4.1 | .6  | .1  | 10.0 |
| 2015-16 | Atlanta       | 80  | 6   | 20.3 | .421 | .322 | .791 | 2.6 | 4.4 | .9  | .1  | 11.0 |
| 2016-17 | Atlanta       | 79  | 78  | 31.5 | .451 | .340 | .855 | 3.1 | 6.3 | .9  | .2  | 17.9 |
| 2017-18 | Atlanta       | 67  | 67  | 31.0 | .436 | .290 | .849 | 3.1 | 6.2 | 1.1 | .1  | 19.4 |
| 2018-19 | Oklahoma City | 79  | 14  | 29.3 | .414 | .341 | .819 | 3.6 | 4.1 | .8  | .2  | 15.5 |
| 2019-20 | Oklahoma City | 65  | 2   | 30.8 | .469 | .385 | .839 | 3.6 | 4.0 | .7  | .2  | 18.9 |
| 2020-21 | L.A. Lakers   | 61  | 61  | 32.1 | .437 | .335 | .848 | 3.5 | 5.8 | 1.1 | .2  | 15.4 |
| 2021-22 | Boston        | 49  | 25  | 29.2 | .440 | .349 | .848 | 3.3 | 4.2 | .8  | .1  | 14.4 |
| 2021-22 | Houston       | 15  | 4   | 26.9 | .393 | .328 | .872 | 3.3 | 5.9 | .8  | .2  | 10.9 |
| 2022-23 | L.A. Lakers   | 67  | 50  | 29.6 | .415 | .329 | .857 | 2.5 | 4.4 | .7  | .1  | 12.4 |
| 2023-24 | Toronto       | 51  | 33  | 30.6 | .442 | .350 | .852 | 2.7 | 6.1 | .9  | .2  | 13.7 |
| 2023-24 | Brooklyn      | 29  | 25  | 32.0 | .424 | .412 | .797 | 3.5 | 6.0 | .6  | .3  | 14.6 |
| 2024-25 | Brooklyn      | 23  | 23  | 33.6 | .452 | .387 | .889 | 3.0 | 6.6 | 1.1 | .2  | 18.4 |
| 2024-25 | Golden State  | 24  | 18  | 26.2 | .375 | .322 | .744 | 2.3 | 4.4 | 1.0 | .1  | 10.6 |
| 2024-25 | Detroit       | 28  | 8   | 25.2 | .378 | .302 | .833 | 2.6 | 5.3 | .5  | .2  | 10.8 |
| Total   | Total         | 842 | 424 | 27.3 | .432 | .342 | .836 | 2.9 | 4.9 | .8  | .1  | 13.9 |

### Playoffs
| Año   | Equipo        | PJ | PT | MPP  | %TC   | %3P   | %TL  | RPP | APP | ROB | TPP | PPP  |
| ----- | ------------- | -- | -- | ---- | ----- | ----- | ---- | --- | --- | --- | --- | ---- |
| 2014  | Atlanta       | 2  | 0  | 3.5  | 1.000 | 1.000 | .000 | 1.0 | .0  | .0  | .0  | 2.5  |
| 2015  | Atlanta       | 16 | 0  | 18.1 | .386  | .235  | .857 | 1.8 | 3.9 | .6  | .0  | 9.0  |
| 2016  | Atlanta       | 10 | 0  | 19.1 | .452  | .343  | .846 | 1.9 | 3.6 | .4  | .1  | 11.7 |
| 2017  | Atlanta       | 6  | 6  | 35.2 | .455  | .532  | .838 | 2.3 | 7.7 | 1.2 | .0  | 24.7 |
| 2019  | Oklahoma City | 5  | 0  | 30.2 | .455  | .300  | .722 | 3.2 | 3.4 | 0.8 | .0  | 13.8 |
| 2020  | Oklahoma City | 7  | 0  | 32.4 | .404  | .289  | .800 | 3.7 | 3.6 | .6  | .1  | 17.3 |
| 2021  | L.A. Lakers   | 6  | 6  | 32.7 | .400  | .308  | .846 | 3.0 | 2.8 | 1.0 | .2  | 14.3 |
| 2023  | L.A. Lakers   | 16 | 3  | 26.1 | .398  | .333  | .821 | 1.9 | 2.9 | 1.0 | .2  | 7.4  |
| Total | Total         | 68 | 15 | 24.9 | .420  | .325  | .823 | 2.3 | 3.7 | .7  | .1  | 11.9 |

## Vida personal
Es hijo de padre alemán y madre gambiana.
Profesa la religión islámica.
Es accionista del club Basketball Löwen Braunschweig desde marzo de 2018.
En mayo de 2024 hizo su debut como futbolista jugando para el FC Germania Bleckenstedt de la Liga Estadual de Braunschweig, competición correspondiente a la sexta categoría del fútbol alemán.